# روماند
روماند (به مجاری:  Románd) یک شهرداری در مجارستان است که در ناحیه پانون‌هالما واقع شده‌است. روماند ۹٫۸۵ کیلومتر مربع مساحت و ۳۲۴ نفر جمعیت دارد.